# Buhølen
58°7′12.619″N 7°20′32.590″Ø / 58.12017194°N 7.34238611°Ø
Buhølen er en landsby i  Lindesnes kommune i Vest-Agder fylke i Norge, som ligger ca. 5 kilometer nord for kommunecenteret Vigeland. Buhølen var tidligere udskibningssted for tøndestave fra gårdene i Audnedalen, som her blev omlastet til flodpramme som tog lasten ned af Audna. Buhølen var tidligere  et aktivt centrum med  butikker, blandt andet slagter, bageri, sybutik og telefoncentral. 
Vigeland er den nærmeste større by mod syd, med godt tusind indbyggere, og Vigmostad er en mindre by mod nord. 

## Seværdigheder
- Melhusfossen

## Eksterne kilder og henvisninger
- Bustider til fra Buhølen Arkiveret 28. september 2007 hos  Wayback Machine fra Agder Kollektivtrafikk AS
- Foto fra Buhølen på Lindesnes Bygdemuseums foto på Flickr